# Zoltán Egressy
Zoltán Egressy [Zoltan ɛɡrɛʃi] (narozen 2. srpna 1967 v Budapešti) je maďarský básník, spisovatel a dramatik.

## Život
Studoval maďarský jazyk, literaturu a historii na Univerzitě Loránda Eötvöse v Budapešti kde promoval v roce 1990. V roce 1991 vydal básnickou sbírku s názvem "Csókkor". Přeložil do maďarštiny díla Fernanda Pessoa a Salvatora Quasimoda. Současně působil jako zpěvák v undergroundové skupině a psal pro divadelní časopis. Od roku 1995 píše divadelní hry a scénáře. Jeho první, drama Šťovík, pečené brambory, která měla premiéru v divadle Józsefa Katony v Budapešti a měla velký úspěch. Jeho druhá divadelní hra Portugál byla zfilmována Andorem Lukátsem. Egressysova díla byla přeložena do němčiny Albertem Koncskem. Zoltán Egressy je ženatý s maďarskou herečkou Ágnes Bertalan a má dvě děti.

## Divadelní hry
- Reviczky
- Portugál (Portugálie)[1]
- Sóska, sült krumpli (Šťovík, pečené brambory)
- Három koporsó
- Kék, kék, kék (Modrá, modrá, modrá)
- Csimpi szülinapja
- A vesztett éden
- 4 x 100
- Fafeye, a tenger ész, hra pro děti
- Baleset

### Uvedení v Česku
- 2001 Portugálie, režie: Ivo Krobot, premiéra: 21. prosinec 2001, derniéra: 17. červen 2008[2]
- 2004 Portugálie, Slovácké divadlo, překlad: Tatiana Dimitrová, režie: Igor Stránský
- 2007 Šťovík, pečené brambory, Dejvické divadlo, překlad: Táňa Dimitrová, režie: Lída Engelová, hráli David Novotný, Martin Myšička, Petr Lněnička, premiéra 25. února 2007, derniéra 20. listopadu 2008.[3]
- 2006 Modrá, modrá, modrá, Slovácké divadlo, překlad: Tatiana Dimitrová, režie: Igor Stránský
- 2007 Šťovík, pečené brambory, Slovácké divadlo, překlad: Tatiana Dimitrová, režie: Igor Stránský
- 2010 Portugálie, překlad: Táňa Dimitrová, režie: Martin Vokoun, premiéra 13. února 2010 [4]